# Atelierhaus Lang

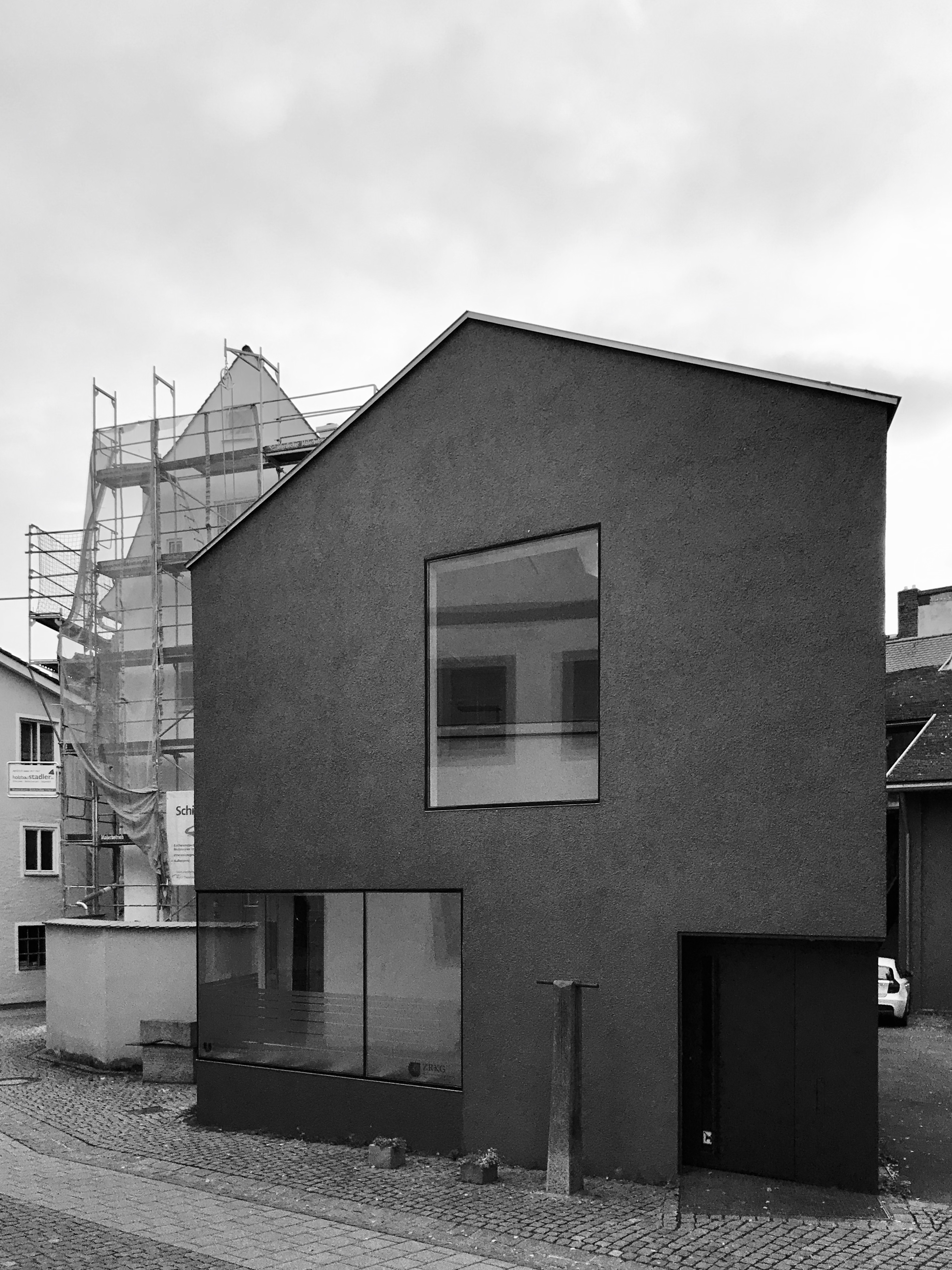
Hauptfassade

Das Atelierhaus Lang liegt am Rande der Eichstätter Altstadt und wurde 2000 nach Plänen der örtlichen Architekten Norbert Diezinger und Gerhard Kramer errichtet. Es wird inzwischen von der Katholischen Universität Eichstätt-Ingolstadt genutzt.

## Lage
Das Atelierhaus von Bildhauer Günter Lang befindet sich Am Salzstadel 1.

## Geschichte
Das Atelier tritt anstelle eines Handwerkerhauses aus dem 16. Jahrhundert. Trotz der Bemühungen des Eichstätter Stadtbaumeisters für den Erhalt des bestehenden Hauses wurde es aus Gründen der Ruinösität abgerissen. Doch das neue Atelierhaus wurde in Grund- und Aufriss auf den Konturen des Vorgängerbaus errichtet, so ragt der Baukörper weiterhin in die enge Gasse und behält seinen bestehenden städtebaulichen Akzent bei.
Die Bauzeit des Neubaus war von 1999 bis 2000.

## Architektur
Traditionelle Materialien – wie Putz, Naturstein und Glas – nehmen Bezüge zum historischen Kontext auf. Die Gestaltung des Neubaus interpretiert Neues Bauen im historischen Kontext. Die Belichtung des Obergeschosses erfolgt über ein Oberlichtfenster. Ingenieur Johann Grad zeichnete verantwortlich für das Tragwerk.
Fotografisch dokumentiert wurde das Haus vom Münchner Architekturfotografen Stefan Müller-Naumann.

## Ehrungen und Preise
- 2001: BDA-Preis Bayern[5]
- 2004: ausgestellt auf der Biennale di Venezia[6][7]